# سانتياغو روجاس أرويو
سانتياغو روجاس أرويو (بالإسبانية: Santiago Rojas Arroyo)‏ هو محامي ودبلوماسي كولومبي، ولد في 12 فبراير 1967 في بوغوتا في كولومبيا.